# Нейпервілл
Нейпервілл (англ. Naperville) — місто (англ. city) у США, в округах Дюпаж і Вілл штату Іллінойс, передмістя Чикаго. Населення — 149 540 осіб (2020).
В опитуванні журналу Money за 2006 рік, щодо того, де в США найкраще жити, місто посіло друге місце. Це найбагатше місто Середнього Заходу і одинадцяте за багатством серед міст з населенням понад 75 тис.
Свою назву місто отримало на честь свого засновника Джозефа Непера.

## Географія
Нейпервілл розташований за координатами 41°44′57″ пн. ш. 88°9′43″ зх. д. / 41.74917° пн. ш. 88.16194° зх. д. (41.749173, -88.162019). За даними Бюро перепису населення США в 2010 році місто мало площу 101,85 км², з яких 100,41 км² — суходіл та 1,43 км² — водойми.

### Клімат
| Клімат : Нейпервілл   | Клімат : Нейпервілл | Клімат : Нейпервілл | Клімат : Нейпервілл | Клімат : Нейпервілл | Клімат : Нейпервілл | Клімат : Нейпервілл | Клімат : Нейпервілл | Клімат : Нейпервілл | Клімат : Нейпервілл | Клімат : Нейпервілл | Клімат : Нейпервілл | Клімат : Нейпервілл | Клімат : Нейпервілл |
| Показник              | Січ.                | Лют.                | Бер.                | Квіт.               | Трав.               | Черв.               | Лип.                | Серп.               | Вер.                | Жовт.               | Лист.               | Груд.               | Рік                 |
| Середній максимум, °C | −1,1                | 1,7                 | 8,3                 | 15,6                | 21,7                | 26,7                | 28,3                | 27,2                | 23,9                | 17,2                | 8,9                 | 1,1                 | 15,0                |
| Середній мінімум, °C  | −9,4                | −7,8                | −2,8                | 2,8                 | 7,8                 | 13,3                | 16,1                | 15,6                | 10,6                | 4,4                 | −1,1                | −7,2                | 3,6                 |
| Норма опадів, мм      | 43                  | 44                  | 60                  | 92                  | 102                 | 107                 | 99                  | 103                 | 91                  | 78                  | 82                  | 56                  | 957                 |
| --------------------- | ------------------- | ------------------- | ------------------- | ------------------- | ------------------- | ------------------- | ------------------- | ------------------- | ------------------- | ------------------- | ------------------- | ------------------- | ------------------- |
| Джерело:              |                     |                     |                     |                     |                     |                     |                     |                     |                     |                     |                     |                     |                     |

## Демографія
Згідно з переписом 2010 року, у місті мешкали 141 853 особи в 50 009 домогосподарствах у складі 37 561 родини. Густота населення становила 1393 особи/км². Було 52270 помешкань (513/км²).
Расовий склад населення:
| - 76,5 % — білих - 14,9 % — азіатів - 4,7 % — чорних або афроамериканців - 0,1 % — корінних американців - 1,5 % — осіб інших рас |

До двох чи більше рас належало 2,3 %. Частка іспаномовних становила 5,3 % від усіх жителів.
За віковим діапазоном населення розподілялося таким чином: 28,7 % — особи молодші 18 років, 62,6 % — особи у віці 18—64 років, 8,7 % — особи у віці 65 років та старші. Медіана віку мешканця становила 37,9 року. На 100 осіб жіночої статі у місті припадало 94,7 чоловіків; на 100 жінок у віці від 18 років та старших — 91,4 чоловіків також старших 18 років.
Середній дохід на одне домашнє господарство становив 133 917 доларів США (медіана — 109 468), а середній дохід на одну сім'ю — 152 302 долари (медіана — 127 794). Медіана доходів становила 99 950 доларів для чоловіків та 58 045 доларів для жінок. За межею бідності перебувало 4,8 % осіб, у тому числі 5,7 % дітей у віці до 18 років та 4,0 % осіб у віці 65 років та старших.
Цивільне працевлаштоване населення становило 72 949 осіб. Основні галузі зайнятості: освіта, охорона здоров'я та соціальна допомога — 22,7 %, науковці, спеціалісти, менеджери — 17,6 %, виробництво — 10,9 %, фінанси, страхування та нерухомість — 10,7 %.